# 小行星17934
小行星17934（17934 Deleon）是一颗绕太阳运转的小行星，为主小行星带小行星。该小行星于1999年4月12日发现。

## 轨道参数
小行星17934的轨道半长轴为2.3678936 UA，离心率为0.068。